# Volta à Arábia Saudita de 2020
A 1.ª edição da Volta à Arábia Saudita foi uma corrida de ciclismo de estrada por etapas que se celebrou entre 4 e 8 de fevereiro de 2020 na Arábia Saudita.
A corrida fez parte do UCI Asia Tour de 2020, calendário ciclístico dos Circuitos Continentais da UCI, dentro da categoria 2.1. O vencedor final foi o alemão Phil Bauhaus do Bahrain McLaren. Completaram o pódio, como segundo e terceiro classificado respectivamente, o francês Nacer Bouhanni do Arkéa Samsic e o português Rui Costa do UAE Emirates.

## Equipas participantes
Tomaram parte na corrida 18 equipas: 4 de categoria UCI WorldTeam, 11 de categoria UCI ProTeam e 3 de categoria Continental. Formaram assim um pelotão de 124 ciclistas dos que acabaram 114. As equipas participantes foram:
| Equipes WorldTeam (4)- Astana - Bahrain McLaren - NTT Pro Cycling - UAE Team Emirates Equipes ProTeam (11)- Arkéa-Samsic - B&B Hotels-Vital Concept p/b KTM - Bingoal-Wallonie Bruxelles - Burgos-BH - Caja Rural-Seguros RGA - Circus-Wanty Gobert - Gazprom-RusVelo - Nippo Delko One Provence - Rally Cycling - Riwal Readynez - Total Direct Énergie Equipes Continentais (3)- Bike Aid - Ribble Weldtite Pro Cycling - Terengganu Inc-TSG Cycling Team |
| |

## Percorrido
O Volta à Arábia Saudita dispõe de cinco etapas para um percurso total de 755 quilómetros.
| Etapa | Data   | Percurso                                                  | type            | Distância (km) | Vencedor          | Líder geral    |
| ----- | ------ | --------------------------------------------------------- | --------------- | -------------- | ----------------- | -------------- |
| 1     | 4 fev. | Saudi Arabian Olympic Committee – Jaww                    | etapa plana     | 173            | Rui Costa         | Rui Costa      |
| 2     | 5 fev. | Sadus – Riade                                             | etapa plana     | 182            | Niccolò Bonifazio | Rui Costa      |
| 3     | 6 fev. | Universidade Rei Saud – Riade                             | etapa escarpada | 119            | Phil Bauhaus      | Phil Bauhaus   |
| 4     | 7 fev. | Riade – Al-Muzahmiya governorate                          | etapa escarpada | 137            | Nacer Bouhanni    | Nacer Bouhanni |
| 5     | 8 fev. | Princess Nora bint Abdul Rahman University – Forte Masmak | etapa plana     | 144            | Phil Bauhaus      | Phil Bauhaus   |

## Desenvolvimento da corrida

### 1.ª etapa
| Saudi Arabian Olympic Committee - Jaww | etapa plana | (173 km) |

| \| Classificação por etapas \| Classificação por etapas \| Classificação por etapas \| Classificação por etapas \| Classificação por etapas \| \| Ciclista \| Ciclista \| Equipe \| Tempo \| \| \| ------------------------ \| ------------------------ \| -------------------------------- \| ------------------------ \| ------------------------ \| \| 1. \| Rui Costa \| UAE Team Emirates \| 3h52m12s \| \| \| 2. \| Heinrich Haussler \| Bahrain McLaren \| + 0s \| \| \| 3. \| Nacer Bouhanni \| Arkéa-Samsic \| + 0s \| \| \| 4. \| Tom Slagter \| B&B Hotels-Vital Concept p/b KTM \| + 0s \| \| \| 5. \| Carlos Barbero \| NTT Pro Cycling \| + 0s \| \| \| 6. \| Phil Bauhaus \| Bahrain McLaren \| + 0s \| \| \| 7. \| Andreas Kron \| Riwal Readynez \| + 0s \| \| \| 8. \| Niki Terpstra \| Total Direct Énergie \| + 0s \| \| \| 9. \| Matteo Malucelli \| Caja Rural-Seguros RGA \| + 0s \| \| \| 10. \| Jens Debusschere \| B&B Hotels-Vital Concept p/b KTM \| + 0s \| \| |                   |                                  |          |
| |                   |                                  |          |
| Fonte: ProCyclingStats |                   |                                  |          |
| Classificação por etapas |                   |                                  |          |
| Ciclista | Ciclista          | Equipe                           | Tempo    |
| 1. | Rui Costa         | UAE Team Emirates                | 3h52m12s |
| 2. | Heinrich Haussler | Bahrain McLaren                  | + 0s     |
| 3. | Nacer Bouhanni    | Arkéa-Samsic                     | + 0s     |
| 4. | Tom Slagter       | B&B Hotels-Vital Concept p/b KTM | + 0s     |
| 5. | Carlos Barbero    | NTT Pro Cycling                  | + 0s     |
| 6. | Phil Bauhaus      | Bahrain McLaren                  | + 0s     |
| 7. | Andreas Kron      | Riwal Readynez                   | + 0s     |
| 8. | Niki Terpstra     | Total Direct Énergie             | + 0s     |
| 9. | Matteo Malucelli  | Caja Rural-Seguros RGA           | + 0s     |
| 10. | Jens Debusschere  | B&B Hotels-Vital Concept p/b KTM | + 0s     |

| \| Classificação geral \| Classificação geral \| Classificação geral \| Classificação geral \| Classificação geral \| \| Ciclista \| Ciclista \| Equipe \| Tempo \| \| \| ------------------- \| ------------------- \| -------------------------------- \| ------------------- \| ------------------- \| \| 1. \| Rui Costa \| UAE Team Emirates \| 3h52m02s \| \| \| 2. \| Heinrich Haussler \| Bahrain McLaren \| + 1s \| \| \| 3. \| Nacer Bouhanni \| Arkéa-Samsic \| + 6s \| \| \| 4. \| Andreas Kron \| Riwal Readynez \| + 9s \| \| \| 5. \| Tom Slagter \| B&B Hotels-Vital Concept p/b KTM \| + 10s \| \| \| 6. \| Carlos Barbero \| NTT Pro Cycling \| + 10s \| \| \| 7. \| Phil Bauhaus \| Bahrain McLaren \| + 10s \| \| \| 8. \| Niki Terpstra \| Total Direct Énergie \| + 10s \| \| \| 9. \| Matteo Malucelli \| Caja Rural-Seguros RGA \| + 10s \| \| \| 10. \| Jens Debusschere \| B&B Hotels-Vital Concept p/b KTM \| + 10s \| \| |                   |                                  |          |
| |                   |                                  |          |
| Fonte: ProCyclingStats |                   |                                  |          |
| Classificação geral |                   |                                  |          |
| Ciclista | Ciclista          | Equipe                           | Tempo    |
| 1. | Rui Costa         | UAE Team Emirates                | 3h52m02s |
| 2. | Heinrich Haussler | Bahrain McLaren                  | + 1s     |
| 3. | Nacer Bouhanni    | Arkéa-Samsic                     | + 6s     |
| 4. | Andreas Kron      | Riwal Readynez                   | + 9s     |
| 5. | Tom Slagter       | B&B Hotels-Vital Concept p/b KTM | + 10s    |
| 6. | Carlos Barbero    | NTT Pro Cycling                  | + 10s    |
| 7. | Phil Bauhaus      | Bahrain McLaren                  | + 10s    |
| 8. | Niki Terpstra     | Total Direct Énergie             | + 10s    |
| 9. | Matteo Malucelli  | Caja Rural-Seguros RGA           | + 10s    |
| 10. | Jens Debusschere  | B&B Hotels-Vital Concept p/b KTM | + 10s    |

### 2.ª etapa
| Sadus - Riade | etapa plana | (182 km) |

| \| Classificação por etapas \| Classificação por etapas \| Classificação por etapas \| Classificação por etapas \| Classificação por etapas \| \| Ciclista \| Ciclista \| Equipe \| Tempo \| \| \| ------------------------ \| ------------------------ \| -------------------------------- \| ------------------------ \| ------------------------ \| \| 1. \| Niccolò Bonifazio \| Total Direct Énergie \| 4h32m31s \| \| \| 2. \| Phil Bauhaus \| Bahrain McLaren \| + 2s \| \| \| 3. \| Nacer Bouhanni \| Arkéa-Samsic \| + 2s \| \| \| 4. \| Timothy Dupont \| Circus-Wanty Gobert \| + 2s \| \| \| 5. \| Jens Debusschere \| B&B Hotels-Vital Concept p/b KTM \| + 2s \| \| \| 6. \| Orluis Aular \| Caja Rural-Seguros RGA \| + 2s \| \| \| 7. \| Imerio Cima \| Gazprom-RusVelo \| + 2s \| \| \| 8. \| August Jensen \| Riwal Readynez \| + 2s \| \| \| 9. \| Julien Trarieux \| Nippo-Delko One Provence \| + 2s \| \| \| 10. \| Youcef Reguigui \| Terengganu Inc-TSG Cycling Team \| + 2s \| \| |                   |                                  |          |
| |                   |                                  |          |
| Fonte: ProCyclingStats |                   |                                  |          |
| Classificação por etapas |                   |                                  |          |
| Ciclista | Ciclista          | Equipe                           | Tempo    |
| 1. | Niccolò Bonifazio | Total Direct Énergie             | 4h32m31s |
| 2. | Phil Bauhaus      | Bahrain McLaren                  | + 2s     |
| 3. | Nacer Bouhanni    | Arkéa-Samsic                     | + 2s     |
| 4. | Timothy Dupont    | Circus-Wanty Gobert              | + 2s     |
| 5. | Jens Debusschere  | B&B Hotels-Vital Concept p/b KTM | + 2s     |
| 6. | Orluis Aular      | Caja Rural-Seguros RGA           | + 2s     |
| 7. | Imerio Cima       | Gazprom-RusVelo                  | + 2s     |
| 8. | August Jensen     | Riwal Readynez                   | + 2s     |
| 9. | Julien Trarieux   | Nippo-Delko One Provence         | + 2s     |
| 10. | Youcef Reguigui   | Terengganu Inc-TSG Cycling Team  | + 2s     |

| \| Classificação geral \| Classificação geral \| Classificação geral \| Classificação geral \| Classificação geral \| \| Ciclista \| Ciclista \| Equipe \| Tempo \| \| \| ------------------- \| ------------------- \| -------------------------------- \| ------------------- \| ------------------- \| \| 1. \| Rui Costa \| UAE Team Emirates \| 8h24m35s \| \| \| 2. \| Heinrich Haussler \| Bahrain McLaren \| + 1s \| \| \| 3. \| Nacer Bouhanni \| Arkéa-Samsic \| + 2s \| \| \| 4. \| Phil Bauhaus \| Bahrain McLaren \| + 4s \| \| \| 5. \| Andreas Kron \| Riwal Readynez \| + 9s \| \| \| 6. \| Jens Debusschere \| B&B Hotels-Vital Concept p/b KTM \| + 10s \| \| \| 7. \| Carlos Barbero \| NTT Pro Cycling \| + 10s \| \| \| 8. \| Matteo Malucelli \| Caja Rural-Seguros RGA \| + 10s \| \| \| 9. \| Serguei Chernetski \| Gazprom-RusVelo \| + 10s \| \| \| 10. \| Lucas Carstensen \| Bike Aid \| + 10s \| \| |                    |                                  |          |
| |                    |                                  |          |
| Fonte: ProCyclingStats |                    |                                  |          |
| Classificação geral |                    |                                  |          |
| Ciclista | Ciclista           | Equipe                           | Tempo    |
| 1. | Rui Costa          | UAE Team Emirates                | 8h24m35s |
| 2. | Heinrich Haussler  | Bahrain McLaren                  | + 1s     |
| 3. | Nacer Bouhanni     | Arkéa-Samsic                     | + 2s     |
| 4. | Phil Bauhaus       | Bahrain McLaren                  | + 4s     |
| 5. | Andreas Kron       | Riwal Readynez                   | + 9s     |
| 6. | Jens Debusschere   | B&B Hotels-Vital Concept p/b KTM | + 10s    |
| 7. | Carlos Barbero     | NTT Pro Cycling                  | + 10s    |
| 8. | Matteo Malucelli   | Caja Rural-Seguros RGA           | + 10s    |
| 9. | Serguei Chernetski | Gazprom-RusVelo                  | + 10s    |
| 10. | Lucas Carstensen   | Bike Aid                         | + 10s    |

### 3.ª etapa
| Universidade Rei Saud - Riade | etapa escarpada | (119 km) |

| \| Classificação por etapas \| Classificação por etapas \| Classificação por etapas \| Classificação por etapas \| Classificação por etapas \| \| Ciclista \| Ciclista \| Equipe \| Tempo \| \| \| ------------------------ \| --------------------------- \| ------------------------------- \| ------------------------ \| ------------------------ \| \| 1. \| Phil Bauhaus \| Bahrain McLaren \| 2h48m27s \| \| \| 2. \| Reinardt Janse van Rensburg \| NTT Pro Cycling \| + 0s \| \| \| 3. \| Youcef Reguigui \| Terengganu Inc-TSG Cycling Team \| + 0s \| \| \| 4. \| Carlos Barbero \| NTT Pro Cycling \| + 0s \| \| \| 5. \| Nacer Bouhanni \| Arkéa-Samsic \| + 0s \| \| \| 6. \| August Jensen \| Riwal Readynez \| + 0s \| \| \| 7. \| Matteo Malucelli \| Caja Rural-Seguros RGA \| + 0s \| \| \| 8. \| Timothy Dupont \| Circus-Wanty Gobert \| + 0s \| \| \| 9. \| Geoffrey Soupe \| Total Direct Énergie \| + 0s \| \| \| 10. \| Lucas Carstensen \| Bike Aid \| + 0s \| \| |                             |                                 |          |
| |                             |                                 |          |
| Fonte: ProCyclingStats |                             |                                 |          |
| Classificação por etapas |                             |                                 |          |
| Ciclista | Ciclista                    | Equipe                          | Tempo    |
| 1. | Phil Bauhaus                | Bahrain McLaren                 | 2h48m27s |
| 2. | Reinardt Janse van Rensburg | NTT Pro Cycling                 | + 0s     |
| 3. | Youcef Reguigui             | Terengganu Inc-TSG Cycling Team | + 0s     |
| 4. | Carlos Barbero              | NTT Pro Cycling                 | + 0s     |
| 5. | Nacer Bouhanni              | Arkéa-Samsic                    | + 0s     |
| 6. | August Jensen               | Riwal Readynez                  | + 0s     |
| 7. | Matteo Malucelli            | Caja Rural-Seguros RGA          | + 0s     |
| 8. | Timothy Dupont              | Circus-Wanty Gobert             | + 0s     |
| 9. | Geoffrey Soupe              | Total Direct Énergie            | + 0s     |
| 10. | Lucas Carstensen            | Bike Aid                        | + 0s     |

| \| Classificação geral \| Classificação geral \| Classificação geral \| Classificação geral \| Classificação geral \| \| Ciclista \| Ciclista \| Equipe \| Tempo \| \| \| ------------------- \| ------------------- \| -------------------------------- \| ------------------- \| ------------------- \| \| 1. \| Phil Bauhaus \| Bahrain McLaren \| 11h12m56s \| \| \| 2. \| Rui Costa \| UAE Team Emirates \| + 3s \| \| \| 3. \| Nacer Bouhanni \| Arkéa-Samsic \| + 8s \| \| \| 4. \| Youcef Reguigui \| Terengganu Inc-TSG Cycling Team \| + 12s \| \| \| 5. \| Heinrich Haussler \| Bahrain McLaren \| + 13s \| \| \| 6. \| Carlos Barbero \| NTT Pro Cycling \| + 14s \| \| \| 7. \| Serguei Chernetski \| Gazprom-RusVelo \| + 15s \| \| \| 8. \| Andreas Kron \| Riwal Readynez \| + 15s \| \| \| 9. \| Matteo Malucelli \| Caja Rural-Seguros RGA \| + 16s \| \| \| 10. \| Jens Debusschere \| B&B Hotels-Vital Concept p/b KTM \| + 16s \| \| |                    |                                  |           |
| |                    |                                  |           |
| Fonte: ProCyclingStats |                    |                                  |           |
| Classificação geral |                    |                                  |           |
| Ciclista | Ciclista           | Equipe                           | Tempo     |
| 1. | Phil Bauhaus       | Bahrain McLaren                  | 11h12m56s |
| 2. | Rui Costa          | UAE Team Emirates                | + 3s      |
| 3. | Nacer Bouhanni     | Arkéa-Samsic                     | + 8s      |
| 4. | Youcef Reguigui    | Terengganu Inc-TSG Cycling Team  | + 12s     |
| 5. | Heinrich Haussler  | Bahrain McLaren                  | + 13s     |
| 6. | Carlos Barbero     | NTT Pro Cycling                  | + 14s     |
| 7. | Serguei Chernetski | Gazprom-RusVelo                  | + 15s     |
| 8. | Andreas Kron       | Riwal Readynez                   | + 15s     |
| 9. | Matteo Malucelli   | Caja Rural-Seguros RGA           | + 16s     |
| 10. | Jens Debusschere   | B&B Hotels-Vital Concept p/b KTM | + 16s     |

### 4.ª etapa
| Riade - Al-Muzahmiya governorate | etapa escarpada | (137 km) |

| \| Classificação por etapas \| Classificação por etapas \| Classificação por etapas \| Classificação por etapas \| Classificação por etapas \| \| Ciclista \| Ciclista \| Equipe \| Tempo \| \| \| ------------------------ \| ------------------------ \| -------------------------------- \| ------------------------ \| ------------------------ \| \| 1. \| Nacer Bouhanni \| Arkéa-Samsic \| 3h21m55s \| \| \| 2. \| Niccolò Bonifazio \| Total Direct Énergie \| + 0s \| \| \| 3. \| Yevgeniy Gidich \| Astana \| + 0s \| \| \| 4. \| Damiano Cima \| Gazprom-RusVelo \| + 0s \| \| \| 5. \| Ivo Oliveira \| UAE Team Emirates \| + 0s \| \| \| 6. \| Adrien Garel \| B&B Hotels-Vital Concept p/b KTM \| + 0s \| \| \| 7. \| Orluis Aular \| Caja Rural-Seguros RGA \| + 0s \| \| \| 8. \| Stephen Bassett \| Rally Cycling \| + 0s \| \| \| 9. \| Vladislav Kulikov \| Gazprom-RusVelo \| + 0s \| \| \| 10. \| Phil Bauhaus \| Bahrain McLaren \| + 0s \| \| |                   |                                  |          |
| |                   |                                  |          |
| Fonte: ProCyclingStats |                   |                                  |          |
| Classificação por etapas |                   |                                  |          |
| Ciclista | Ciclista          | Equipe                           | Tempo    |
| 1. | Nacer Bouhanni    | Arkéa-Samsic                     | 3h21m55s |
| 2. | Niccolò Bonifazio | Total Direct Énergie             | + 0s     |
| 3. | Yevgeniy Gidich   | Astana                           | + 0s     |
| 4. | Damiano Cima      | Gazprom-RusVelo                  | + 0s     |
| 5. | Ivo Oliveira      | UAE Team Emirates                | + 0s     |
| 6. | Adrien Garel      | B&B Hotels-Vital Concept p/b KTM | + 0s     |
| 7. | Orluis Aular      | Caja Rural-Seguros RGA           | + 0s     |
| 8. | Stephen Bassett   | Rally Cycling                    | + 0s     |
| 9. | Vladislav Kulikov | Gazprom-RusVelo                  | + 0s     |
| 10. | Phil Bauhaus      | Bahrain McLaren                  | + 0s     |

| \| Classificação geral \| Classificação geral \| Classificação geral \| Classificação geral \| Classificação geral \| \| Ciclista \| Ciclista \| Equipe \| Tempo \| \| \| ------------------- \| -------------------- \| ------------------------------- \| ------------------- \| ------------------- \| \| 1. \| Nacer Bouhanni \| Arkéa-Samsic \| 14h34m49s \| \| \| 2. \| Phil Bauhaus \| Bahrain McLaren \| + 2s \| \| \| 3. \| Youcef Reguigui \| Terengganu Inc-TSG Cycling Team \| + 14s \| \| \| 4. \| Carlos Barbero \| NTT Pro Cycling \| + 16s \| \| \| 5. \| Serguei Chernetski \| Gazprom-RusVelo \| + 17s \| \| \| 6. \| Andreas Kron \| Riwal Readynez \| + 17s \| \| \| 7. \| Geoffrey Soupe \| Total Direct Énergie \| + 18s \| \| \| 8. \| August Jensen \| Riwal Readynez \| + 18s \| \| \| 9. \| Rui Costa \| UAE Team Emirates \| + 20s \| \| \| 10. \| Ramūnas Navardauskas \| Nippo-Delko One Provence \| + 28s \| \| |                      |                                 |           |
| |                      |                                 |           |
| Fonte: ProCyclingStats |                      |                                 |           |
| Classificação geral |                      |                                 |           |
| Ciclista | Ciclista             | Equipe                          | Tempo     |
| 1. | Nacer Bouhanni       | Arkéa-Samsic                    | 14h34m49s |
| 2. | Phil Bauhaus         | Bahrain McLaren                 | + 2s      |
| 3. | Youcef Reguigui      | Terengganu Inc-TSG Cycling Team | + 14s     |
| 4. | Carlos Barbero       | NTT Pro Cycling                 | + 16s     |
| 5. | Serguei Chernetski   | Gazprom-RusVelo                 | + 17s     |
| 6. | Andreas Kron         | Riwal Readynez                  | + 17s     |
| 7. | Geoffrey Soupe       | Total Direct Énergie            | + 18s     |
| 8. | August Jensen        | Riwal Readynez                  | + 18s     |
| 9. | Rui Costa            | UAE Team Emirates               | + 20s     |
| 10. | Ramūnas Navardauskas | Nippo-Delko One Provence        | + 28s     |

### 5.ª etapa
| Princess Nora bint Abdul Rahman University - Forte Masmak | etapa plana | (144 km) |

| \| Classificação por etapas \| Classificação por etapas \| Classificação por etapas \| Classificação por etapas \| Classificação por etapas \| \| Ciclista \| Ciclista \| Equipe \| Tempo \| \| \| ------------------------ \| --------------------------- \| ------------------------------- \| ------------------------ \| ------------------------ \| \| 1. \| Phil Bauhaus \| Bahrain McLaren \| 3h18m57s \| \| \| 2. \| Nacer Bouhanni \| Arkéa-Samsic \| + 0s \| \| \| 3. \| Arvid de Kleijn \| Riwal Readynez \| + 0s \| \| \| 4. \| Timothy Dupont \| Circus-Wanty Gobert \| + 0s \| \| \| 5. \| Imerio Cima \| Gazprom-RusVelo \| + 0s \| \| \| 6. \| Matteo Malucelli \| Caja Rural-Seguros RGA \| + 0s \| \| \| 7. \| Youcef Reguigui \| Terengganu Inc-TSG Cycling Team \| + 0s \| \| \| 8. \| Reinardt Janse van Rensburg \| NTT Pro Cycling \| + 0s \| \| \| 9. \| Carlos Barbero \| NTT Pro Cycling \| + 0s \| \| \| 10. \| Jetse Bol \| Burgos-BH \| + 0s \| \| |                             |                                 |          |
| |                             |                                 |          |
| Fonte: ProCyclingStats |                             |                                 |          |
| Classificação por etapas |                             |                                 |          |
| Ciclista | Ciclista                    | Equipe                          | Tempo    |
| 1. | Phil Bauhaus                | Bahrain McLaren                 | 3h18m57s |
| 2. | Nacer Bouhanni              | Arkéa-Samsic                    | + 0s     |
| 3. | Arvid de Kleijn             | Riwal Readynez                  | + 0s     |
| 4. | Timothy Dupont              | Circus-Wanty Gobert             | + 0s     |
| 5. | Imerio Cima                 | Gazprom-RusVelo                 | + 0s     |
| 6. | Matteo Malucelli            | Caja Rural-Seguros RGA          | + 0s     |
| 7. | Youcef Reguigui             | Terengganu Inc-TSG Cycling Team | + 0s     |
| 8. | Reinardt Janse van Rensburg | NTT Pro Cycling                 | + 0s     |
| 9. | Carlos Barbero              | NTT Pro Cycling                 | + 0s     |
| 10. | Jetse Bol                   | Burgos-BH                       | + 0s     |

## Classificações finais
- As classificações finalizaram da seguinte forma:[2]

### Classificação geral
| \| Classificação geral \| Classificação geral \| Classificação geral \| Classificação geral \| Classificação geral \| \| Ciclista \| Ciclista \| Equipe \| Tempo \| \| \| ------------------- \| ------------------- \| ------------------------------- \| ------------------- \| ------------------- \| \| 1. \| Phil Bauhaus \| Bahrain McLaren \| 17h53m38s \| \| \| 2. \| Nacer Bouhanni \| Arkéa-Samsic \| + 2s \| \| \| 3. \| Rui Costa \| UAE Team Emirates \| + 13s \| \| \| 4. \| Youcef Reguigui \| Terengganu Inc-TSG Cycling Team \| + 22s \| \| \| 5. \| Heinrich Haussler \| Bahrain McLaren \| + 23s \| \| \| 6. \| Carlos Barbero \| NTT Pro Cycling \| + 24s \| \| \| 7. \| Serguei Chernetski \| Gazprom-RusVelo \| + 25s \| \| \| 8. \| Andreas Kron \| Riwal Readynez \| + 25s \| \| \| 9. \| Geoffrey Soupe \| Total Direct Énergie \| + 26s \| \| \| 10. \| August Jensen \| Riwal Readynez \| + 26s \| \| |                    |                                 |           |
| |                    |                                 |           |
| Fonte: ProCyclingStats |                    |                                 |           |
| Classificação geral |                    |                                 |           |
| Ciclista | Ciclista           | Equipe                          | Tempo     |
| 1. | Phil Bauhaus       | Bahrain McLaren                 | 17h53m38s |
| 2. | Nacer Bouhanni     | Arkéa-Samsic                    | + 2s      |
| 3. | Rui Costa          | UAE Team Emirates               | + 13s     |
| 4. | Youcef Reguigui    | Terengganu Inc-TSG Cycling Team | + 22s     |
| 5. | Heinrich Haussler  | Bahrain McLaren                 | + 23s     |
| 6. | Carlos Barbero     | NTT Pro Cycling                 | + 24s     |
| 7. | Serguei Chernetski | Gazprom-RusVelo                 | + 25s     |
| 8. | Andreas Kron       | Riwal Readynez                  | + 25s     |
| 9. | Geoffrey Soupe     | Total Direct Énergie            | + 26s     |
| 10. | August Jensen      | Riwal Readynez                  | + 26s     |

### Classificação dos pontos
| Classificação por pontos | Classificação por pontos    | Classificação por pontos        | Classificação por pontos | Classificação por pontos |
| Ciclista                 | Ciclista                    | Equipe                          | Pontos                   |                          |
| ------------------------ | --------------------------- | ------------------------------- | ------------------------ | ------------------------ |
| 1.                       | Nacer Bouhanni              | Arkéa-Samsic                    | 51 pts                   |                          |
| 2.                       | Phil Bauhaus                | Bahrain McLaren                 | 48 pts                   |                          |
| 3.                       | Niccolò Bonifazio           | Total Direct Énergie            | 27 pts                   |                          |
| 4.                       | Timothy Dupont              | Circus-Wanty Gobert             | 17 pts                   |                          |
| 5.                       | Rui Costa                   | UAE Team Emirates               | 15 pts                   |                          |
| 6.                       | Carlos Barbero              | NTT Pro Cycling                 | 15 pts                   |                          |
| 7.                       | Reinardt Janse van Rensburg | NTT Pro Cycling                 | 15 pts                   |                          |
| 8.                       | Youcef Reguigui             | Terengganu Inc-TSG Cycling Team | 14 pts                   |                          |
| 9.                       | Heinrich Haussler           | Bahrain McLaren                 | 12 pts                   |                          |
| 10.                      | Matteo Malucelli            | Caja Rural-Seguros RGA          | 11 pts                   |                          |

### Classificação dos jovens
| Classificação dos jovens | Classificação dos jovens | Classificação dos jovens         | Classificação dos jovens | Classificação dos jovens |
| Ciclista                 | Ciclista                 | Equipe                           | Tempo                    |                          |
| ------------------------ | ------------------------ | -------------------------------- | ------------------------ | ------------------------ |
| 1.                       | Andreas Kron             | Riwal Readynez                   | 17h54m03s                |                          |
| 2.                       | Orluis Aular             | Caja Rural-Seguros RGA           | + 16s                    |                          |
| 3.                       | Connor Swift             | Arkéa-Samsic                     | + 19s                    |                          |
| 4.                       | James Shaw               | Riwal Readynez                   | + 32s                    |                          |
| 5.                       | Nickolas Zukowsky        | Rally Cycling                    | + 35s                    |                          |
| 6.                       | Adrien Garel             | B&B Hotels-Vital Concept p/b KTM | + 56s                    |                          |
| 7.                       | Erik Bergström Frisk     | Bike Aid                         | + 1m04s                  |                          |
| 8.                       | Matteo Sobrero           | NTT Pro Cycling                  | + 2m10s                  |                          |
| 9.                       | Yuriy Natarov            | Astana                           | + 2m13s                  |                          |
| 10.                      | Mathijs Paasschens       | Bingoal-Wallonie Bruxelles       | + 2m33s                  |                          |

### Classificação por equipas
| Classificação por equipes | Classificação por equipes        | Classificação por equipes | Classificação por equipes |
| Equipe                    | Equipe                           | Tempo                     |                           |
| ------------------------- | -------------------------------- | ------------------------- | ------------------------- |
| 1.                        | Riwal Readynez                   | 53h42m33s                 |                           |
| 2.                        | Total Direct Énergie             | + 16s                     |                           |
| 3.                        | Astana                           | + 30s                     |                           |
| 4.                        | NTT Pro Cycling                  | + 33s                     |                           |
| 5.                        | Nippo Delko One Provence         | + 35s                     |                           |
| 6.                        | Caja Rural-Seguros RGA           | + 35s                     |                           |
| 7.                        | B&B Hotels-Vital Concept p/b KTM | + 40s                     |                           |
| 8.                        | Arkéa-Samsic                     | + 1m43s                   |                           |
| 9.                        | Bingoal-Wallonie Bruxelles       | + 2m56s                   |                           |
| 10.                       | Gazprom-RusVelo                  | + 3m01s                   |                           |

## Evolução das classificações
| Etapa                 | Vencedor              | Classificação geral | Classificação dos pontos | Classificação das metas volantes | Classificação dos jovens | Classificação por equipas |
| --------------------- | --------------------- | ------------------- | ------------------------ | -------------------------------- | ------------------------ | ------------------------- |
| 1.ª                   | Rui Costa             | Rui Costa           | Rui Costa                | Heinrich Haussler                | Andreas Kron             | Total Direct Énergie      |
| 2.ª                   | Niccolò Bonifazio     | Rui Costa           | Nacer Bouhanni           | Ángel Fuentes                    | Andreas Kron             | Total Direct Énergie      |
| 3.ª                   | Phil Bauhaus          | Phil Bauhaus        | Phil Bauhaus             | Ángel Fuentes                    | Andreas Kron             | Total Direct Énergie      |
| 4.ª                   | Nacer Bouhanni        | Nacer Bouhanni      | Nacer Bouhanni           | Joel Nicolau                     | Andreas Kron             | Total Direct Énergie      |
| 5.ª                   | Phil Bauhaus          | Phil Bauhaus        | Nacer Bouhanni           | Joel Nicolau                     | Andreas Kron             | Riwal Readynez            |
| Classificações finais | Classificações finais | Phil Bauhaus        | Nacer Bouhanni           | Joel Nicolau                     | Andreas Kron             | Riwal Readynez            |

## UCI World Ranking
O Volta à Arábia Saudita outorgou pontos para o UCI World Ranking para corredores das equipas nas categorias UCI WorldTeam, UCI ProTeam e Continental. As seguintes tabelas são o barómetro de pontuação e os 10 corredores que obtiveram mais pontos:
| Posição             | 1.º | 2.º | 3.º | 4.º | 5.º | 6.º | 7.º | 8.º | 9.º | 10.º | 11.º | 12.º | 13.º-15.º | 16.º-25.º |
| Classificação geral | 125 | 85  | 70  | 60  | 50  | 40  | 35  | 30  | 25  | 20   | 15   | 10   | 5         | 3         |
| Por etapa           | 14  | 5   | 3   |     |     |     |     |     |     |      |      |      |           |           |
| Líder               | 3   |     |     |     |     |     |     |     |     |      |      |      |           |           |

| Classificação |                   |                      |       |       |       |       |
| Posição       | Ciclista          | Equipa               | Geral | Etapa | Líder | Total |
| ------------- | ----------------- | -------------------- | ----- | ----- | ----- | ----- |
| 1.º           | Phil Bauhaus      | Bahrain McLaren      | 125   | 33    | 3     | 161   |
| 2.º           | Nacer Bouhanni    | Arkéa Samsic         | 85    | 25    | 3     | 113   |
| 3.º           | Rui Costa         | UAE Emirates         | 70    | 14    | 6     | 90    |
| 4.º           | Youcef Reguigui   | Terengganu Inc. TSG  | 60    | 3     | -     | 63    |
| 5.º           | Heinrich Haussler | Bahrain McLaren      | 50    | 5     | -     | 55    |
| 6.º           | Carlos Barbero    | NTT                  | 40    | -     | -     | 40    |
| 7.º           | Sergei Chernetski | Gazprom-RusVelo      | 35    | -     | -     | 35    |
| 8.º           | Andreas Kron      | Riwal Readynez       | 30    | -     | -     | 30    |
| 9.º           | Geoffrey Soupe    | Total Direct Énergie | 25    | -     | -     | 25    |
| 10.º          | August Jensen     | Riwal Readynez       | 20    | -     | -     | 20    |